# George Houston Brown
George Houston Brown (* 12. Februar 1810 in Lawrenceville, New Jersey; † 1. August 1865 in Somerville, New Jersey) war ein US-amerikanischer Jurist und Politiker. Zwischen 1851 und 1853 vertrat er den Bundesstaat New Jersey im US-Repräsentantenhaus.

## Werdegang
George Brown besuchte die öffentlichen Schulen seiner Heimat sowie die Lawrenceville Academy. Danach war er bis 1828 am Princeton College. Zwischen 1828 und 1830 war Brown Lehrer an der Lawrenceville Academy. Nach einem anschließenden Jurastudium an der Yale University und in Somerville sowie seiner 1835 erfolgten Zulassung als Rechtsanwalt begann er in Somerville in diesem Beruf zu arbeiten. Gleichzeitig schlug er als Mitglied der Whig Party eine politische Laufbahn ein. Zwischen 1842 und 1845 gehörte er dem State Council von New Jersey an. Im Jahr 1844 war er Delegierter auf einer Versammlung zur Überarbeitung der Staatsverfassung.
Bei den Kongresswahlen des Jahres 1850 wurde Brown im vierten Wahlbezirk von New Jersey in das US-Repräsentantenhaus in Washington, D.C. gewählt, wo er am 4. März 1851 die Nachfolge von John Van Dyke antrat. Da er im Jahr 1852 auf eine weitere Kandidatur verzichtete, konnte er bis zum 3. März 1853 nur eine Legislaturperiode im Kongress absolvieren. Diese waren von den Ereignissen im Vorfeld des Bürgerkrieges bestimmt. Damals ging es vor allem um die Frage der Sklaverei.
Nach dem Ende seiner Zeit im US-Repräsentantenhaus praktizierte George Brown zunächst wieder als Anwalt. Von 1861 bis 1865 war er Richter am New Jersey Supreme Court. Er starb am 1. August 1865 in Somerville, wo er auch beigesetzt wurde.